# Aenigma
Aenigma è un film del 1987 diretto da Lucio Fulci.

## Trama
Kathy, studentessa del college Saint Mary, è vittima di un crudele scherzo organizzato dai suoi compagni di corso. A causa di ciò, finisce all'ospedale, in coma.
La ragazza riesce ad entrare in contatto con Eve, scolara appena iscritta nello stesso istituto. Attraverso la nuova arrivata, si vendicherà di tutti quelli che l'hanno derisa e ridotta in stato vegetativo.
Soltanto con la morte di Kathy, uccisa dalla madre, la possessione termina.

## Produzione

### Riprese[1]
Come ha ribadito lo stesso regista, il soggetto trae ispirazione da Carrie - Lo sguardo di Satana.
È stato girato a Sarajevo, con un budget assai ridotto. Alcune scene di raccordo, invece, furono realizzate negli USA.
È il primo film in cui si stabilisce il rapporto di amicizia/collaborazione tra Ciccarese-Fulci. I due, successivamente, lavoreranno insieme per il film successivo Demonia.

### Cast
Si tratta dell'ultimo film interpretato da Lara Nakszyński. L'attrice, in seguito, ha lavorato unicamente per la televisione.
Fulci compare in un piccolo cameo

## Colonna sonora
L'edizione musicale, prodotta dalla Beat Records Company, è coordinata dal maestro Cordio. Si tratta di un album che contamina la musica ambient con l'elettronica. La canzone dei titoli di testa e di coda Head over heels è cantata da Douglas Meakin.

## Distribuzione
Venne presentato in anteprima mondiale al Dylan Dog Horror Fest di Milano il 25 ottobre del 1987. Successivamente, fu distribuito all'estero, nel 1988.
È stato proposto in formato home video.

## Accoglienza
La rivista Nocturno, in un articolo, lo descrive come uno dei lavori meno interessanti del cineasta, «non da buttare (...) ha diverse frecce nel suo arco che lo rendono godibile e intrigante».